# نيك دنيس
نيك دنيس (باليونانية: Νικ Ντένις) (بالإنجليزية: Nick Dennis) هو ممثل يوناني وأمريكي، ولد في 26 أبريل 1904 بثيساليا في اليونان، وتوفي في 14 نوفمبر 1980 بلوس أنجلوس في الولايات المتحدة.

## أعمال

### أفلام
- (1951) عربة اسمها الرغبة
- (1955) شرق عدن[4][5][6]
- (1960) سبارتاكوس[7][8]

### مسلسلات
- كولمبو

## وصلات خارجية
- نيك دنيس على موقع IMDb (الإنجليزية)
- نيك دنيس على موقع ألو سيني (الفرنسية)
- نيك دنيس على موقع أول موفي (الإنجليزية)
- نيك دنيس على موقع قاعدة بيانات برودواي على الإنترنت (الإنجليزية)
- نيك دنيس على موقع قاعدة بيانات الأفلام السويدية (السويدية)
- نيك دنيس على موقع قاعدة بيانات الفيلم (الإنجليزية)
- نيك دنيس على موقع كينوبويسك (الروسية)